# Daniel-kastély (Vargyas)
Erdővidék egyik legismertebb műemléképülete a Daniel-kastély, Vargyas község központjában, a Barót felőli megyei út bal oldalán helyezkedik el. Az épülethez az északkeleti kőlábas kapun át lehet bejutni. A déli oldalon az épületet körülvevő hatalmas park látható, amelyben dendrológiai ritkaságok is nőnek.

## Története
A kastély építéstörténete hat szakaszra osztható. 1580-ból származik az első írásos dokumentum, mely a Daniel család tulajdonában lévő nemesi udvarházat említi. A mai épület legkorábbi részei szintén a 16. század végére tehetők, mivel a főépület két helyisége az alattuk levő pincékkel együtt eltérő falvastagságú.
A második építési szakaszt, Keöpeczi Sebestyén József szerint az 1646-ból származó Daniel címeres kőtábla igazolja. Az 1661-es tatárdúlás idején a kastély megrongálódott, a labanc hadjáratok alkalmával még nagyobb pusztítás érte az épületet. Az 1723-as javításokról egykor egy feliratos kőtábla is tanúskodott, melyről Orbán Balázs A Székelyföld leírása c. könyvében tesz említést.
A harmadik építési szakasz a 18. század elejére tehető. Akkori tulajdonosa Daniel István (1684-1774) készítette a főépület levelekkel díszített, karcsúsított oszlopokon nyugvó reneszánsz lodzsa, amelyen az 1745-ös évszám, valamint Daniel István és felesége Pekry Polixénia címere és neve volt látható.
A 18. század végén Daniel Elek (1759-1812) újabb átépítéseket végeztetett. 1797-ben készült el a palotaszárny négy földszinti és ugyanannyi emeleti szobával, és akkor kerültek mai helyükre a reneszánsz faragványok.
A negyedik átépítés alkalmával, 1853-ban Daniel Gábor (1824-1915) megbízásából az északi oldal épületrésze készült el klasszicista stílusban.
1920-1922 között az ötödik szakaszban nagyszabású építkezés zajlott, a kastély akkori tulajdonosa Daniel Ferenc (1887-1976) körbástyát csatoltatott a délnyugati szárnyhoz.
A hatodik átépítéskor 1937-ben, Keöpeczi Sebestyén József tervei alapján készítették el a palotaszárny keleti részéhez csatolt épületrészt, valamint az udvar felőli neoreneszánsz tornácot.
Az épületegyüttes javítási évei: 1575, 1650, 1703, 1853, 1937.
1949-ben a kastélyt államosították és az állami mezőgazdasági vállalatot költöztették az épületbe.
1981-1984 között a műemléképületet restaurálták, ezt követően a vargyasi néptanács és egy ideig a helyi rendőrőrs székhelye volt.
Miután Daniel Ferenc gyermekei a kastélyt és a hozzá tartozó birtokot visszaigényelték, 2005-ben Esztergom Város Önkormányzata vásárolta meg az épületet.

## Leírása
A kastély a vargyasi Daniel család alsó udvarházhelyén található. Az épület késő reneszánsz faragványaival, barokkos díszítéseivel, valamint klasszicista bővítéseivel Erdővidék egyik leglátványosabb műemléke. 
A kelet-nyugati irányú hosszanti tengelyre fűződő épületegyüttest, zömök kőkerítés övezi, amelyen az északkeleti irányban levő kapun át lehet bejutni a kastély udvarába. 
A déli oldalon látható a hatalmas park és megszemlélhető az épület címertani jellegzetességeit felmutató homlokzat is.
A kastély legkorábbi, 16. századi részei a főépület két vastagabb falú helyisége, a síkmennyezetes terem, valamint a fiókos boltozattal ellátott lakrész. Az udvarházat a 17. században több helyiséggel bővítették nyugati irányban, ugyanakkor készülhetett el az északi oldalon húzódó védőfolyosó is, melyet később befalaztak az épület tömbjébe.  A déli homlokzaton lévő töredékes, csavart pálcataggal díszített címerkő, a pajzsba foglalt átlőtt nyakú hattyúval, a D iniciáléval és a 46-os évszámmal szintén egy későbbi építkezés nyomaira utal.
A kastély leglátványosabb szerkezeti eleme a déli árkádos tornác. A keresztboltozatokkal fedett lodzsa árkádívei vörös andezit pillérekre támaszkodnak, melyeket növényi motívumok, valamint a pillérek közepén gyűrűs tagozat díszít. A lodzsa ma a főépület sarkainál előreugró, háromkarájos oromzatú barokk rizalitok között található.
A műemlék épület déli homlokzatán késő reneszánsz faragványok láthatók. 
A kastélyt az 1797-ben épült emeletes palotaszárny egészíti ki, ugyanabból az időből való a főépületen látható manzárdtető is. A palotaszárny földszintjén levő két faragott ajtókeret késő reneszánsz faragvány emlékét őrzi. Az épületrész kerti lejárójának a szemöldökkövét alkotja az egykori kétosztatú reneszánsz faragott ablakkönyöklő, melyen D kezdőbetű és az 1650-e évszám olvasható.
Az emelet szegmensíves ablakai között egy nagyméretű, homokkőből készült címer látható befalazva. Az 1745-ös évet viselő címeres faragvány, a Daniel-Pekry kettős címer többszörösen hajlított, növényi ornamentikával van díszítve.
A főépület északi oldalához és a palotaszárny délnyugati sarkához egy emeletes körbástya van csatolva, mely a klasszicista épületformálás jellegzetességeit tükrözi.
A klasszicizáló szárny északkeleti sarkához szintén egy kör alakú bástya csatlakozik, a nyugati irányban pedig egy haranglábas rész is látható.
A kastély eredeti berendezéséből csupán a Haáz Rezső által készített kis faliszekrény maradt meg, mely jelenleg a vadászteremben található.

## Építészeti stílusa
A Daniel-kastély késő reneszánsz, barokk, klasszicista és neoreneszánsz elemeket őrző épületegyüttes. A 17. századtól kezdődően többször is átalakított, változatos formájú épület, a 18. és 19. század folyamán késő reneszánsz faragványokkal kibővítve különleges látványosság.

## Építtetői, tulajdonosai

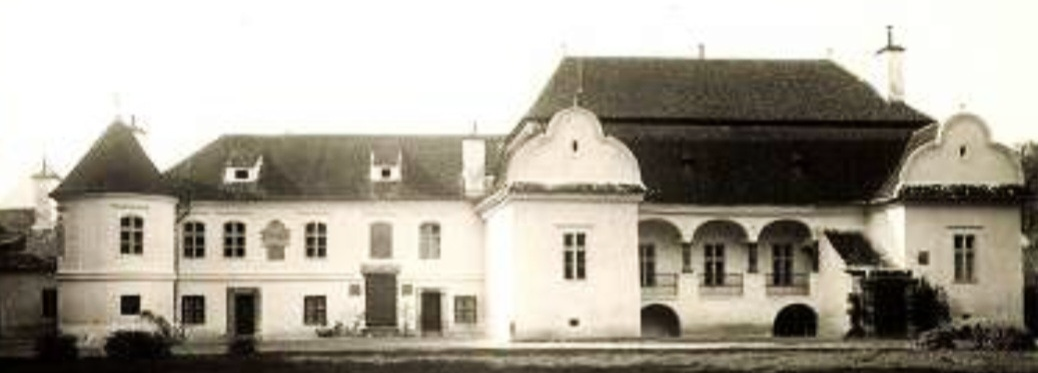
A vargyasi Daniel-kastély 1903 körül

1579-1584 között a nemesi udvarház Daniel Ferenc (1600-1660) és felesége Daczó Anna tulajdonát képezte. Az örökségül kapott épületet, unokájuk az udvarhelyszéki főkirálybíró Daniel Ferenc az 1640-1650-es években kastéllyá bővítette. 
Daniel István (1684-1774) Udvarhelyszék neves, irodalmi tevékenységéről is ismert főkirálybírája és neje Pekry Polixénia emlékét őrzi egy 1745-ből származó csigavonalas díszítésű címeres kő.
1797-ben, a Daniel Elek (1759-1812) tulajdonában lévő épületet palotaszárnnyal bővítették ki. 
1853-ban, Daniel Gábor (1824-1915) megbízásából az északi oldal épületrésze készült el klasszicista stílusban. 
1920-1922 között, valamint 1937-ben, a kastély akkori tulajdonosa Daniel Ferenc (1887-1976) nagyszabású átalakításokat végeztetett.
Az 1949-es államosítás után az állami mezőgazdasági vállalatot költöztették az épületbe. 
A kastély 1984-től a vargyasi néptanács székhelye volt.
2005-ben Esztergom Város Önkormányzata vásárolta meg a műemlék épületet.

## Kastélypark
A kastélyt körülvevő park a benne levő ritka fák és cserjék révén a dendrológiai fontosságú: platánlevelű juhar, ezüst juhar, kanadai vasfa, szomorú kőris, japán akác is található.
Az egykori arborétum díszfái, ritkaságai közé tartoznak még az alábbiak: Abies alba, Acer campestre, Acer platanoides, Acer pseudoplatanus, Acer negundo (körislevelű juhar), Acer sacharium (cukorjuhar), Aesculus hippocastanum, Betula verrucosa, Carpinus betulus, Cornus mas, Cornus sanguinea, Corylus avellana, Euonymus europaes, Fagus silvatica, Fagus silvatica f. antropurpurea (vérbükk), Fraxinus excelsior, Fraxunus Excelsior f. pendula (hegyi kőris), Gymnovladus dioica, Gleditsia triavanthis, Lycium halimifolium, Ligustrum vulgarae, Malus baccata, Picea excelsa, Pinus silvestris, Prunus padus, Philadelphicus coronarius, Robima pseudoaccacia, Quercus robur, Quercus robur f. fastigiata (piramis alakú kocsányos tölgy), Populus hybrida, Rubus caesius, Salix alba, Sambucus nigra, Sanbucus racemosa, Sophora japonica, Syringa vulgáris.

## Külső hivatkozások
- Vargyas község honlapja
- Erdélyben[halott link]
- Hereditatum műemlék adatbázis

1. ↑  http://erdely.ma/hirek.php?id=11810